# Back in the World of Adventures
Back in the World of Adventures è il primo album in studio del gruppo musicale svedese The Flower Kings, pubblicato nel 1995 dalla Inside Out Music.

## Tracce
1. World of Adventures – 13:37
2. Atomic Prince/Kaleidoscope – 6:02
3. Go West Judas – 7:40
4. Train to Nowhere – 3:45
5. Oblivion Road – 3:45
6. Theme for a Hero – 8:27
7. Temple of the Snakes – 1:38
8. My Cosmic Lover – 6:40
9. The Wonder Wheel – 4:12
10. Big Puzzle – 13:35

## Formazione
- Roine Stolt - voce, chitarre, tastiere, basso
- Tomas Bodin - tastiere
- Michael Stolt - basso
- Jaime Salazar - batteria
- Hans Bruniusson - percussioni, batteria
- Ulf Wallander: sassofono soprano